# Leo Goodwin

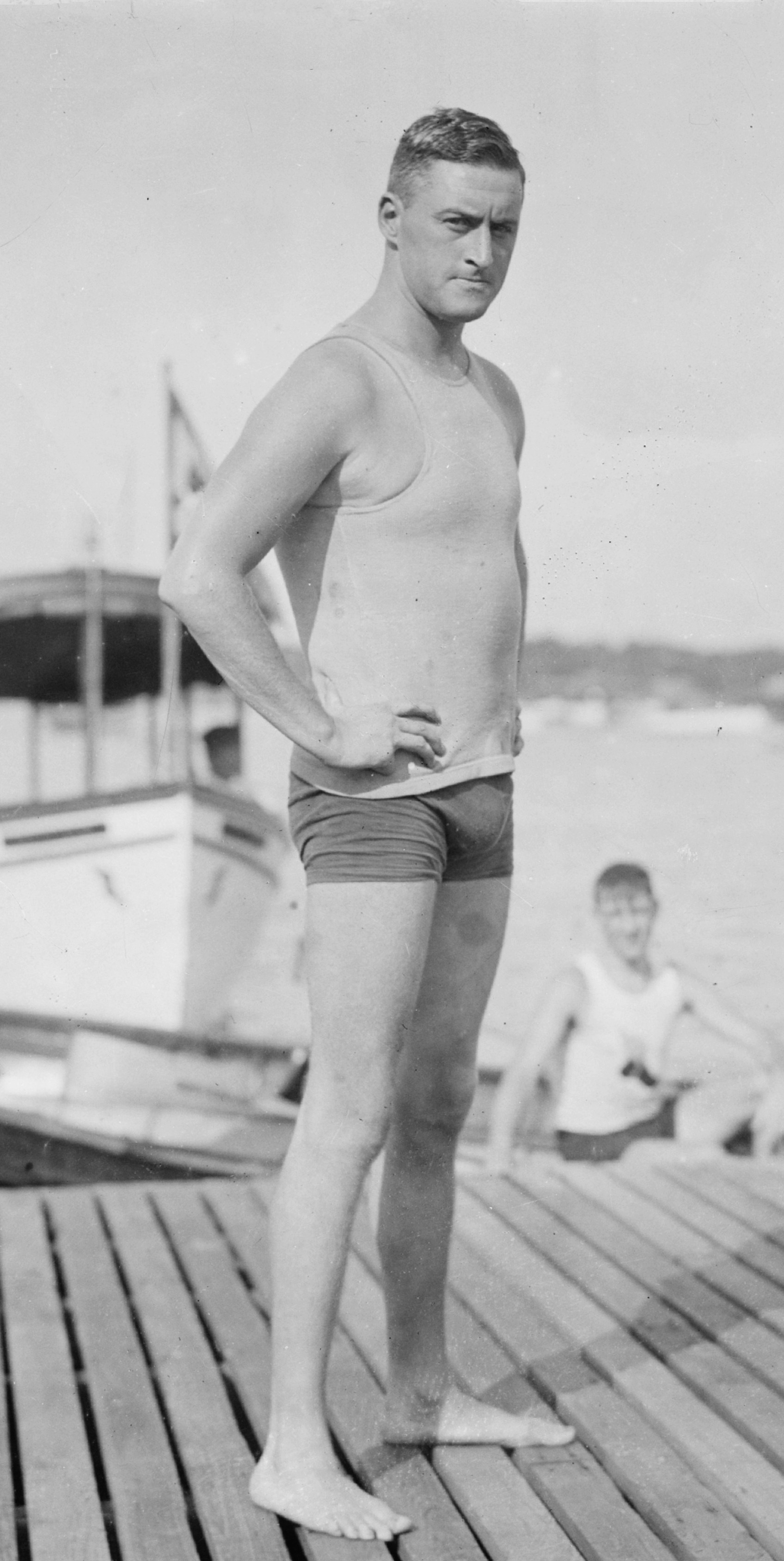
Leo Goodwin

Leo Joseph Goodwin (13 de noviembre de 1883, Nueva York - 25 de mayo de 1957) fue un nadador norteamericano de estilo libre, saltador, y jugador de waterpolo, quien compitió en los Juegos Olímpicos de Saint Louis 1904 y los Juegos Olímpicos de Londres 1908. Goodwin ganó medallas en natación y en salto (natación) como también en waterpolo.
En la Exposición Panamá-Pacific International en 1915, Goodwin estableció el récord en la bahía de San Francisco en el cruce a nado de 3,5 milla en sólo 1 hora y 38 minutos. Él ganó en natación por 200 yardas.

## Juegos olímpicos
- Juegos Olímpicos de Saint Louis 1904 (Estados Unidos): Medalla de bronce en salto (natación).

- Juegos Olímpicos de Saint Louis 1904 (Estados Unidos): Medalla de oro en los 4 x 50 metros, Medalla de Oro de waterpolo, 4 º en 440 metros libre, 5 º en 50 metros libre, Sexto en estilo libre de 100 yardas.

- Juegos Olímpicos de Londres 1908 (Reino Unido): Medalla de bronce en natación relevo 4 × 200 m.